# حسن آغا
حسن آغا (1486 في جزيرة سردينيا وتوفي في 1543 في الجزائر العاصمة) هذا الاسم اكتسبه لما وصل إلى الجزائر وهو شيء معتاد من السلطة الحاكمة. وآغا كلمة تركية كانت تطلق في أول الأمر على الطفل الصغير ومنها نعرف أنه صبي وهو لا يزال لم يبلغ أشده ثم انتقلت لتصبح لها معنى آخراً وهو السيد أو القائد وقد تربى في منزل القائد خير الدين بربروس وكان بهي الطلعة والقوام إذ جعله خير الدين بمثابة ابنه وهي خاصية عرف بها الحكام الأتراك وهو واحد من الباشاوات الذين لعبوا دوراً كبيراً في بسط نفوذ الدولة العثمانية.

## حياته

راية خير الدين بربروس.

ولد حسن آغا بجزيرة سردينيا سنة 1486م وهي إحدى الجزرالإيطالية، سباه القائد العثماني خير الدين بربروس في إحدى غاراته البحرية على الدولة الكاثولكية بروما. وجعله واحد من خدام بيته ولقبه آغا لصغر سنه وقد اهتم به اهتماماً كبيراً وكأنه واحد من أبنائه وهذه واحدة من العوامل التي ساعدته في الارتقاء لحكم الجزائر وثقة السلطان الأكبر به بالباب العالي مقر الخلافة العثمانية.
وراح حسن آغا يظهر ذكاء بكل الشؤون التي أوكلت له من سيده خير الدين الذي لم يتولى بعد شؤون حاكم الجزائر. وما أن أصبحت له الولاية بعد وفاة أخيه عروج حتى جعل من حسن آغا كاهيته أو رئيس ديوانه ويسلمه كل أملاكه ومنها يرقيه إلى منصب باي البايات أي القائد العام. فكان عادة ما يخرج مع المحلة وسط البلاد لإرغاب الأعراب على تسديد اتاوتهم وهذا الأمر يحتاج لمهارة عسكرية لكون هؤلاء الذين أتينا على ذكرهم يمانعون في تسديد ما يفرض عليهم. وكانت سفرية خيرالدين إلى تونس سنة 1554 تجربة ليست من السهولة بمكان إذ ترك له الأمر في تمثيله وفرصة أظهر فيها انضباطه وقدراته القيادية أين استطاع تأمين مدينة الجزائر العاصمة مقر الدولة والتي كان سكانها على خوف من شارل الخامس الذي كان خطراً مرتقباً وهم يعلمون ما حصل لخير الدين منذ فترة قليلة أين قام شارل الخامس بطرده من تونس ولجوئه إلى بونة. وجاءت مغادرة خير الدين سنة 1535 للجزائر إلى إسطنبول بطلب من السلطان العثماني سليم الأول والذي رأى فيه رجل عظيما يصلح ليكون قائد الأميرالية البحرية بعد لقت بعض الصعوبات مع من سبقه وتسليمه الحكم أكبر فرصة تاريخية أظهر فيها ولست سنوات متوالية مقدرته وتحكمه الكبير في الوضع الأمني والتسيير الجاد وقد عرفت هذه الفترة هدوء وتمام للسلم والأمن الداخلي مع المتمردين والفارين من سلطة الخلافة العثمانية. وهذا ما جعل الناس تثق في شخصه وحسن سيرته. إذ شهدوا بأنهم لم يروا باشا مثله.

### المعارك والاستلاءات البحرية التي خاضها وهو جندي إنكشاري
خاض الباشا حسن آغا معارك بحرية وحملات واسعة منذ أن شب إلى غاية وفاته وقد أبلى بلاء حسنا وأظهر مقدرة وكفاءة وحزم شديد ويعود كل هذا الفضل لمولاه خير الدين الذي حباه وبذر به صفات القادة الكبار. ومن أهم الحملات البحرية والبرية التي شارك فيها كجندي وقائد نذكر خروجه مع سيده خير الدين في حملة بحرية على جزيرة صقلية وجزيرة مالطا وسردينيا وجزر البليار وشواطئ إسبانيا وإيطاليا والبندقية وألبانيا وغيرها من جزر البحر الأبيض المتوسط.

له أيضاً مشاركات هامة في أنشطة كثيرة ومتنوعة ضمن فرق المحلة التي كان عملها الأولي والهام داخل أواسط المناطق الخاضعة لأيالة الجزائر هو جمع الأتاوات واللزمات والغرامات والعشور المفروضة على السكان ولصالح الجيش الانكشاري الحامي لهم من الغزوات كما يذهب جزء منها إلى دار السلطات والباقي يقدم لسلطة الخلافة بالباب العالي. وهذا الجمع كان لا يتأتى إلا بوجود فرقة المحلة لأن هناك تهرب ضريبي من بعض العشائر التي لا تكن ود للسلطة العثمانية بحكم أنها أفسدت على عائلات كبيرة منها حق الاستحواذ على هذه لكثرة عدد رجالها وقوتها الشرعية والمعنوية والعسكرية أيضاً.

كما شارك أيضاً في حصار بجاية زمن عروج لمرتين وجيجل تلبية لنداء من أهلها عندما تعرضت لاحتلال إسباني إيطالي بابوي كاثوليكي. وكذا مشاركته في خلع ملك شرشال الذي كان زميلاً لعروج وقد انحاز بجند ليستقر بشرشال كحاكم مستفردا وبلا منازع لما يملك وجنده من سفن ومدافع كانت تستعمل في الاغارات على السفن الكاثوليكية. وبعد ضم شرشال لإيالة الجزائر وطرد وتحطيم حصني بينون التابعة لملك إسبانيا شارك أيضاً في حملة قادها الحاكم عروج على مدينة تنس الواقعة إلى الغرب من شرشال والتي كان ملكها واحد من الموريين الزنوج. وهذا الأخير والمسمى عبدي كان على قلق كبير من توسع نفوذ العثمانيون بات عليه الارتماء في حضن عشائر وقبائل الغرب الجزائري ومتيجة التي سانده البعض منها وما كان من عروج بعد سماع الخبر إلا السير في حملة لطرد الملك وتوسيع نفوذه. ثم مشاركته في المدد الذي طلبه عروج من أخيه وهو ينوي السير إلى تلمسان لسماعه بأن ملك تنس قد التحق بها وعقد تحالف لصد عروج وتحركاته.

### المعارك والاستلاءات البحرية التي خاضها وهو قائد لها
وتلك الاستطلاعات والغارات على السفن المعادية والتي تحمل أقوات ومواكب كاثولكية أين كان يترصد لها ومرافقيه ويتبعون سيرها إلى أن تصبح بعرض البحر فينقضون عليها والغنائم توزع بأنساب تقوم بها دائرة الميناء بالجزائر العاصمة والتي تحكم فيها أتراك. إضافة إلى غزو بعض المناطق بشواطئ إسبانية تكون بها عيون صديقة تسرب لهم أحوال الفارين ومواقع تواجدهم وهذا الأمر يخطط له بتقنية وترلاصد حتى لا يقعون في شباك السفن الباباوية التي تقوم بأدوار عدوانية على الفرار والقبض عليهم وتخييرهم بين الردة أو الموت. وقد كان له والانكشاريين القواد لسفن ومراكب خبرة واسعة وكبيرة وهم العارفون بأحوال البحر وراكبيه. وقد قدم في هذا المضمار جهود كبيرة لكونه تدرب عليها مع سيده وووليّ نعمته خير الدين.
وكانت تتلاقى سفنه بالسفن المعادية فتحصل اقتتالات وسط البحر وكثيراً ما كان يعرف كيف ينسحب وبتمويه إن رأى أن قواته لا تملك ما تملك الأخرى من تعداد وعدة. ويهاجم بسرعة والتفاف كل شاردة ويغنمها ويعود مسرعا حتى لا يقع في قبضة أخواتها وهذا الأسلوب كان كثير النجاح لدى عروج وخير الدين لأزمنة سابقة مما جعل صيتهما يملأ الشواطئ المعادية شمالاً وغرباً وفي يخص قيادته الموسمية التي تقوم بها فرق المحلة فكانت تعتمد على سرعة الانقضاض على الهاربين من تقديم الاتاوات والضرائب والعشور. وقد كانت خبرته الكبيرة لها مردود في معرفة العشائر الموالية والمناهضة بفضل المنصب الذي تولاه من قبل والذي هو رئيس ديوان صارت بيده معلومات ووسائل يطبقها متى دعت الحاجة إلى ذلك.

### المعارك والاستلاءات البحرية التي خاضها وهو نائبا للحاكم
وهي تلك الإستطلاعات البحرية الإستطلاعية التمويهية لأعداءه الحلفاء الكاثوكيين بعرض البحرالأبيض المتوسط شمالاً وشرقاً وغرباً حتى يظهر لهم بأن القوات العثمانية تملك ما يفرض عليهم عدم التقدم إلى حدود بحرية لا يسمح بها. وهذا ما تدرب عليه وهو برفقة سيده ووليّ نعمته خير الدين. إذ قام رجال البحرية أنذاك وهم في غالبهم من الأتراك وأجناس أخرى تعمل بسواعدها مقابل أموال وغنائم تأخذ منها قسما لها وهذا ما زاد في عدد الممتطين البحر والمنخرطين في ركوب السفن والمراكب التي كان البحر مرتعا لها.

وقام بجلب بعض النازحين من الأندلسيين الفارين من جحيم الاضطهاد الصليبي عبر زواق كانت تعرف تواجد هؤلاء ومنها يكون الإنزال ليلا لتجلب من يود الفرار. وهذا عمل كثيرا ما كان ناجحاً وسمح للألاف من النازحين في الالتحاق بالمدن الساحلية وخصوصا الجزائر العاصمة وجيجل وبونة وشرشال ومستغانم وتنس.

أما في ميدان اليابسة فقد استطاع ولحكمته ومعرفته بقواعد الانضباط والمتابعة والتحري أن يطمن من هلع سكان الجزائر العاصمة الذين كانوا يستقون الأخبار من التجار البحريين الذين كان القليل منهم يرسو بميناء الجزائر لتبادل بعض السلع الغير متوفرة بفرنسا التي كانت تربطها بالدولة العثمانية أواصر صداقة وتعاون إضافة إلى تتبعه لبؤر التهرب الضريبي الذي كان موردا هاما في تحصيل بعض النقد لرواتب العساكر الانكشارية التي تقيم بحاميات مراقبة على بعض المرافئ وتراقب وتفتش السفن داخل المياه القريبة من شواطئ الجزائر في حدود إمكانيات محدودة حسب ذلك العصر.

في الواجهة الداخلية اهتم ببؤر المشكوك في أمر ولائها كمنطقة القبائل والجهة الجنوبية للجزائر العاصمة التي تقطنها عشائر مناوية للحكم العثماني وثأر قديم يعود لمقتل أمير تحت المنطقة المدعو سليم العثمي الذي كان يطمح يوماً أن يكون ملكاً.

### المعارك والاستلاءات البحرية التي خاضها وهو باشا
ومع مغادرة خير الدين الجزائر قدم له فرمان منه يرسم فيه حسن آغا خليفة لفترة غيابه مثلما حصل في المرة الأولى التي سافر فيها إلى تونس. ولكن في هذه الفترة كان الغياب مرهون بمقاليد أخرى أجراها السلطان سليم الأول. مما أضطر الباب العالي إرسال فرمان تنصيب لخليفة خير الدين لأنها تعلم تأخر عودة خير الدين وعصيان الجيش الانكشاري الذي يتشكل منه جيش الخلافة العثمانية بالجزائر وهكذا أصبح باشا الجزائر.

### اجتياح الملك شارل الخامس لـلجزائر العاصمة وتصدي حسن آغا وجنده لها
كان الاجتياح الأسباني في شهر أكتوبر 1542م. و قد صادفته عواصف هوجاء أثبت فيها حسن آغا شجاعة وقوة صلابة منقطعة النظر إذ لم يحصل إطلاقا للأي ملك أو حاكم أن يفعل ما فعله وهو لا يملك تحت قيادته إلا ثلاتة آلاف تركي انكشاري بالتقريب معهم مزيج من الأندلسيين والموريين حسن آغا الذي راح يواجه جيشا عرمرما يتشكل من 500 سفينة شراعية مسلحة تسليحا قويا و1500 سفينة أخرى ناقلة لمشاة بها 75 سفينة شراعية كبيرة والملك الشهير شارل الخامس المتغطر والمباهي أمام الدول الأخرى بقوة جيوشه وصرامته وهو يعتقد في قرارة نفسه وجهارا كسر شوكة التواجد العثماني عن آخرها وعودة سيطرة اسبانيا إلى مواقعها التي دحرت عنها.
في هذه الاثناء لم يكن حسن آغا الخائف والضعيف. بل راح يشجع جنوده والكثير يرقبه مذهولا أمام هذا البطل وهو يجول شوارع المدينة يشجع السكان على الصمود وقد ألرسل إليه الامبرطور الفرسان الكنسيين الرئيسيين الأسبانيين (دون لورانزو مانويل) لكون المعركة صليبية وتحت شعار الثأر الصليبي المهزوم حاملين اقتراح تسليم المدينة مع مكافأة قيمة له ولجنوده الأتراك. وقد رد عليهم بأنه من الجنون أن تأخذ بمشورة عدوك، آملا في عون الله وأن هذا الأمر سيعود عليه بسمعة طيبة وكبيرة وشهرة خالدة وأبدية وقد قتل الفرسان الكنسيون المالطيين الكثير من السكان ووصلوا إلى غاية باب الواد.
وكان حسن آغا ممتطئا جواده يسرع وبيده السيف وهو يرغم الفرسان المالطيين على التراجع إلى مسافة نصف ميل من السور ويقتل منهم أكثر من 150 ويوقع فوضى كبيرة. أين دوق إلبا ودوق ساسا أجبروا على نجدة فرسانهم وحتى الإمبرطور نفسة نزل مسرعاً من الجبل الذي كان مخيما به والمكان لا زال إلى اليوم معرفا والذي بات يطلق عليه مقبرة الفرسان الكنيسيين.
وكان اليوم الثاني يوم ثلاثاء 25 أكتوبر أين بدأت فيه العواصف تزداد هيجانا مع سيول طوفانية قذفت بالسفن إلى الشاطئ وتحطمت من أن يقف أحدا معترضا والأمبرطور وهو يرى المشهد من أعلى مخيمه المشهد المأسوي يجد نفسه مضطرا لإعطاء إشارة الانسحاب. وحسن آغا يتبعه إلى غاية تامنتفوست. ويقتل ويأسر الكثير من الفارين ويكسب غنائم كثيرة قذفت بها أمواج البحر الهائج. وهكذ أعطى المثل الكبير والرائع لبطل عرف كيف يواجه ويوزع كل الغنائم ولا يأخذ لنفسه منها إبرة خياطة وهو يردد أن الشرف الذي حصل عليه يكفية 
ومع انتشار خبر غياب خير الدين نهض الملك الموري كوكو الذي يتواجد مقره لمسيرة ثلاثة أيام إلى الشرق من الجزائر العاصمة وبجاية وقد خرج من إقليمه عند سماع أخبار تفيد بأن الملك شارل الخامس قريب من السواحل الجزائرية جاء غازيا فراح هذا الأخير يستجمع قواه من فرسان و2000 من اتباعه المسلحين ببنادق. ولكن وهو يعلم بهزيمة الإسبان ومغادرتهم توقف عن السير وعاد مسرعا إلى مقره. ولكن ولخبر آخر جديد يفيد بأن الجيش الإسباني برأس ماتفو وأنه سيتوجه إلى بجاية فما كان منه الا انتظار صفاء الأجواء التي ستساعده على السير للالتحاق به قام بإرسال مؤن كان الجيش الأسباني في أمس الحاجة إليها.
ويعلم حسن آغا]] بما حصل فيقرر معاقبة هذا الملك ومنازلته في معركة قاسية وينتظر خروج فصل الشتاء الذي كان جد ممطر وعاصف. ومع حلول موسم الربيع ينطلق من الجزائر العاصمة نهاية شهر أفريل سنة 1542 بمعية ثلاثة آلاف فارس تركي مسلحين ببنادق و2000 من الفرسان الموريين والأعراب و1000 من المشاة و12 من المدافع تجرها عربات والكثير منها من العيار الخفيف. وملك إمارة كوكو وهو يسمع خبر انطلاق الحملة عليه يرى نفسه ليس أهلا للمنازلة يوافق على الاستسلام ويقدم كمية كبيرة من النقود وعدد كبير من الثيران والجمال والأغنام ويتعهد بدفع الإتاوة السنوية والتي لا هو ولا الذين جاءوا من بعده قبلوا دفعها وقدم ابنه البالغ من العمر آنذاك خمسة عشر سنة رهينة والمسمى سيد أحمد بن القاضي على أساس أن يعود الباشا إلى مقره من دون أن يحاربه.
وفي سنة 1543 قام ملك تلمسان الزياني مولاي أحمد بن مولاي عبد الله الذي حصل بينه وبين أخيه أبو حسن مان خلاف حول اعتلاء الحكم بعد وفاة أبيهم ودعمه عروج في اعتلاء العرش وأصبح حليفا له مع دفع الإتاوة لمنع أخيه من الحكم طبق وصية من أبيهم والذي أعاده الماركيز الأسباني إلى الحكم سنة 1518 كما هو معروف بحياة عروج. راح يرفض الإتاوة التي كان يدفعها لملك اسبانيا. هذا التحالف الذي بقي إلى غاية سنة 1543 ومولاي أحمد يخضع لسلطة حسن آغا على أساس أنه ملك الجزائر ولكنه وهو المتعب من استبداد الأتراك أو أنه يطبع طبيعيا تخوف وتغير الموريين راح يتحول من جديد إلى الأسبان.
وحسن آغا المغتاظ لهذه الخيانة يسير إلى تلمسان بداية فصل الربيع على رأس أربعة آلاف جندي يحملون بنادق وستة آلاف فارس فارس وأربعة آلاف موري وعشرة 10 مدافع. و ما أن سمع أحمد بأخبار تقدم حسن آغا حتى راح يرسل إليه مبعوثين محملين بهدية ثمينة ويطلب منه العفو على ما حدث سابقا وهو يقول أنه من الحق ألا يخضع لطاعة الباشا وأن تحوله إلى إرادة ملك اسبانيا لم يكن إلا لتخوفه من كونت الكوديت ودون مارتان قرطبة بيحاكم العام لوهران الجار القريب منه وأن داخليا كان دائما صديقا للاتراك وأنه يرى هناك ما يجعله يخادع اسبانيا لتجنب الحرب ويضيف بأنه رغم ما حصل فإنه عند طلب حسن آغا والذي سوف يفعل ما في وسعه لجعله هو القائد وأنه سيقطع علاقات السلم مع الأسبان لأول أمر من حسن آغا ملك الجزائر إن هو حضر إلى تلمسان وسوف يتقدم إليه من دون سلاح ليظهر له كم هو مرحب به في قصره كضيف. وهذه البعثة راحت تخفف من وطأة غضب حسن آغا والذي يقر الأستمرار في سيره وترك موقع تركي تلمسان. وبوصوله يستقبل من الملك وسكان المدينة وتقدم له الهدايا والعناية الطيبة وكل أتراكه. والملك يدين بالملأ، وهو يقسم له ليس فقط بالخضوع، ولكن يوعده علاوة على ذلك بأن لن يقيم أي معاهدة مع المسييحيين وقطع التي أقامها.

### التدخل الاسباني وعودة عبد الله لاعتلاء عرش تلمسان
بعد الصلح الذي أجراه الملكين يعود حسن آغا إلى الجزائر من دون أن يترك موقعا تركيا بتلمسان والذي كان أرتأى من قبل إقامته. ودون مارتان يعلم للتو بما حصل وتروح مشاعره تكبر غيضا وهو يطلب من الأمبرطور أن يقبل ولاء الملك الموري وهو يرى أن الاستهزاء وقلة الإيمان تبعث به إلى الغضب الكبير ومنها طلب السماح من الامبرطور وبمساعدة من أقربائه يجهز جيشا على حسابه الخاص يتشكل من أربعة عشر ألفا من الإسبان .وتحدث المواجهة بينه وبين أحمد ملك تلمسان بعد مسيرة أربعة أيام من وهران ويهزمه ويقتل الكثير من رجاله ويتبعه إلى غاية وسط مدينة تلمسان التي فر إلى فاس لدى السلطان المغربي ويسلم كرسي العرش لعبد الله أخيه غريمه.

## مرضه ونهاية حكمه
سقط الباشا حسن آغا مريضا مباشرة بعد عودته إلى الجزائر العاصمة مقر حكمه من حملته التي قادها على حاكم تلمسان وبات مرضه يتضاعف من يوم لآخر بالحمى المحرقة والهزال وجاءته المنية منتصف شهر نوفمبر 1543. وسرت سريعا بين رعيته فكان الحزن شاملا من الذين عرفوه وقد عمّر 57 سنة. أما عن هيئته المرفولوجية فقد كان قصير القامة وصاحب قد جميل وأعين واسعة وبهية ووجه مشرق حيوية وشباب وبشرة بيضاء. ما عرف عنه أنه كان حاكماً عادلاً رغم أنه كان يطبب أحيانا أحكاماً قاسية. لكن حبه من الجميع وكرمه الباذخ وتصدقه غطى قسوته وقد دفن بالجزائر العاصمة إلى الخارج من باب الواد بقبة كبيرة بناها له رئيس ديوانه بعد موته.

## تقييم فترة حكمه
لو أتينا إلى رؤية شاملة نقيم بها هذا الرجل التي جيء به من موطن ربما لا يتذكر فيه إلا أشياء لا تعد على رؤوس الأصباع ووضعنها أمام تلك التي عاشها وعرفها لترى الفرق الواسع والكبير في بيئة كانت ربما تعطي له من حقه شيئا وبيئة عاش فيها ولها لأنصفناه دون شيء. فهذا الصبي الذي ترى في قصر ملوك وأخذ عنهم ما هو جدير. لقلنا إن حسن آغا الصغير تربجا كبير عقل وانفعال فليس من السهل أن تكون أمين سر لواحد من رجالات العالم قوة وصبرا وتنال ثقته لتكون قائم مقامه ورئيس ديوانه فهذا الأمر الصعب لم ولن يكون لضعاف عقل. وزاد فيدراسة شخصيته هو تلك الكفاءة وحسن التدبير. وما سفرية خير الدين وترك خليفة له في ظرف شديد عسرة وملك اسبانيا يجول البحر شرقاً وغرباً باحثاً من أوقعوا به وسفه نوازل لن تزول بزوال الأيام.

وقد نجح في هذا الامتحان العسير. شيء آخر يضاف إلى هذه الشخصية الفذة التي تقلدت زمام الأمر في فترة بها فتن ومحن تربص للعدو. ونجح فيها أيما نجاح وخصوصاً بتلك الحملة الكبيرة الغازية لشارل الخامس التي كانت لولا ستر الله وعونه والتي كانت حربا وفناء وابادة إن لم يحسن فيها جدة وحدة البلاء وعظمة نفس واجهت أعتى الجيوش بأشياء لا مقارنة لها بما يملك الخصم. انها شخصية ودون تحيز رائدة وعاملة في اعطاء قيم كتبها التاريخ ولا زال يرددها لقرون وما هذا إلا نعمة من الله لمن عاهده عند عصب الشدة وكان النصر ظافراً وظاهراً. يكفي انه كان قاسم للظهر عند الفتن وتجاوز المحن رؤوف كريم لم ينل من حطام الدنيا لا مالا وإرث مادة. بل ترك استتباب لأمن وفرض وجوده العام إلى يوم وفاته. هذه قمة بناء ولمعان لنفوس أيقنت قيم العز والفخر.

## مقالات ذات صلة
- مذكرات خير الدين بربروس

## وصلات خارجية
- خير الدين بربروسا وأخوه عروج، موقع قصة الإسلام.
- أبطال سقطوا من الذاكرة (3) أعظم بحارة التاريخ خير الدين بربروسا، مفكرة الإسلام، 15 ديسمبر 2004.
- تاريخ ملوك الجزائر -ترجمة-.
- معركة باب الواد : 4 رجب 948هـ، موقع قصة الإسلام، 29 يوليو 2006.